# Chiesa di Santa Chiara (Catania)
La Chiesa di Santa Chiara è una chiesa cattolica romana situata in Via Garibaldi n. 100 nel centro della città di Catania. Il monastero situato dietro la chiesa ospita attualmente una Galleria d'arte moderna.

## Storia e descrizione
Le monache dell'ordine delle Clarisse vi si stabilirono nel XVI secolo, con la donazione della sua casa e dei suoi beni da parte del barone Antonio Paternò, al quale si aggiunse un conferimento da parte di Chiara Statella. Il sito fu adattato a convento nel 1563, ma quasi raso al suolo dal terremoto del 1693 che portò alla ricostruzione su progetto di Giuseppe Palazzotto. La chiesa e il convento furono completati nel 1760.
La facciata a tre piani della chiesa su Via Garibaldi è piccola e senza pretese. Al terzo piano una loggia a tre arcate permetteva alle monache di osservare l'annuale Processione di Sant'Agata che partiva da Sant'Agata alla Fornace fino al Duomo di Catania. Gli interni sono più elaborati, con pavimenti decorati con marmi policromi e un coro dipinto e dorato sopra il vestibolo. Ci sono cinque pale d'altare, la navata ottagonale presenta un grande affresco sul soffitto raffigurante il Trionfo dell'Ordine delle Clarisse (1766) di Olivio Sozzi.